# Наконечний Михайло Федотович
Михайло Федотович Наконечний (28 липня 1900, місто Куп'янськ Харківської губернії, тепер Харківської області — 2 лютого 1972, місто Кишинів, тепер Молдова) — радянський партійний діяч, 1-й секретар Сороцького повітового комітету КП(б) Молдавії. Депутат Верховної Ради СРСР 1—2-го скликань (в 1941—1950 роках).

## Життєпис
Народився в селянській родині. Освіта незакінчена середня.
З 1916 до 1919 року працював на залізничній станції Куп'янськ Південної залізниці.
З лютого 1919 до 1923 року — в Червоній армії. Служив помічником командира взводу 52-ї та 25-ї стрілецьких дивізій Південного фронту.
Член РКП(б) з 1919 року.
У 1923—1928 роках — тесля Куп'янського міського комунального господарства.
У 1928—1933 роках — на радянській та господарській роботі в місті Куп'янську Харківської області.
У 1933—1940 роках — на партійній роботі в Харківській області. До лютого 1940 року — 1-й секретар Шевченківського районного комітету КП(б)У Харківської області.
З лютого до липня 1940 року — 1-й секретар Горохівського районного комітету КП(б)У Волинської області.
У липні 1940 — липні 1941 року — 1-й секретар Сороцького повітового комітету КП(б) Молдавії.
З 1941 до лютого 1944 року — в Червоній армії на політичній роботі, учасник німецько-радянської війни. Служив начальником політичного відділу 797-го окремого батальйону аеродромного обслуговування Південного фронту, начальником політичного відділу 58-го гвардійського артилерійського полку 32-ї гвардійської стрілецької дивізії Північно-Кавказького фронту.
У 1944—1947 роках — 1-й секретар Сороцького повітового комітету КП(б) Молдавії.
У 1947—1957 роках — на відповідальній роботі в Міністерстві сільського господарства Молдавської РСР: начальник політсектора, заступник міністра сільського господарства Молдавської РСР.
Потім — персональний пенсіонер.
Помер 2 лютого 1972 року в місті Кишиневі.

## Військові звання
- підполковник

## Нагороди
- орден Вітчизняної війни І ст. (1.02.1945)
- ордени
- медаль «За оборону Кавказу»
- медаль «За перемогу над Німеччиною у Великій Вітчизняній війні 1941—1945 рр.»
- медалі